# Avpr1
Le Avpr1 est un gène encodant la protéine vasopressin-1A récepteur (V1AR) qui régule l'activité de la vasopressine. Il est situé sur le chromosome 12 humain.

## Fonction
Ce gène interviendrait chez l'humain et d'autres mammifères la plupart du temps en association avec d'autres gènes dans :

### Les variations decomportements
- altruisme, ou générosité au sein du groupe chez les enfants d'âge préscolaire[5].
- dans les comportements agressifs chez les sujets ayant une personnalité borderline[6].
- dans un comportement d'activités maternelles moins structurantes chez les mères avec leurs jeunes enfants[7].
- comportements plus égoïstes et autoritaires de "dictateur"[8].
- comportement sexuel: Son rôle est retrouvé dans un âge des rapports sexuels plus précoce chez les groupes humains étudiés, ainsi qu'un statut de parent plus jeune[9]

### Modifications physiologiques
- la sensibilité à la douleur chez les individus mâles[10].
- la vulnérabilité au stress[11].

### Rôle dans les capacités créatives
- création musicale[12]
- dans la création dans le domaine de la danse[13].

## Pathologies
- Intervention dans l'autisme[14].